# Mitrydates II (syn Mitrydatesa VI z Pontu)
Mitrydates II lub Mitrydates VII (gr.: Μιθριδάτης, Mithridátēs) (zm. 83 p.n.e.) – książę pontyjski z dynastii Mitrydatydów, wódz pontyjski, król Kolchidy pod zwierzchnością pontyjską od 85 p.n.e. do swej śmierci. Najstarszy syn Mitrdatesa I (VI) Eupatora Dionizosa, króla Pontu i Bosporu.
Część uczonych uważa, że Mitrydates był gubernatorem lub wicekrólem Pontu i Bosporu lub samego Bosporu, chociaż nie ma na to bezpośrednich źródeł. W 85 r. ojciec wyznaczył go dowódcą armii, z którą miał się przeciwstawić rzymskiemu wodzowi Gajuszowi Flawiuszowi Fimbrii. Ten, bowiem po zbuntowaniu się przeciwko konsulowi Lucjuszowi Waleriuszowi Flakkusowi i zabiciu go, prowadził na własną rękę wojnę na terenie Azji Mniejszej. Mitrydates, chociaż wsparty przez Taksilesa, Diofantosa i Menandra, trzech najzdolniejszych wodzów Mitrydatesa, został całkowicie pokonany przez Rzymianina, który zaskoczył jego obóz oraz wyciął większą część wojsk; Mitrydates sam postanowił uciec do Pergamonu, gdzie dołączył do ojca. Po zakończeniu pierwszej wojny pontyjskiej oraz po podpisaniu pokoju w Dardanos z wodzem rzymskim Lucjuszem Korneliuszem Sullą, Mitrydates został osadzony przez ojca w Kol¬chidzie, z tytułem króla. Bowiem Kolchowie, którzy razem z Bosporanami wcześniej zbuntowali się przeciwko rządom pontyjskim, poprosili Mitrydatesa VI, aby dał im swego syna Mitrydatesa na króla. Gdy Kolchowie otrzymali zgodę, natychmiast mu się poddali. Ojciec z tego powodu nabrał podejrzeń w stosunku do syna, że to się zdarzyło z jego inicjatywy. Po wezwaniu syna do siebie do Synopy, kazał go zakuć w złote kajdany. Po trzymaniu przez jakiś czas w niewoli, ostatecznie postanowił go zgładzić.